# حسینیه (خنداب)
حسینیه ، روستایی با ۱۴۰ خانوار و ۵۹۲ نفرجمعیت و از توابع [[بخش قره چای شهرستان خنداب|در استان مرکزی ایران است.

## جمعیت
این روستا در دهستان سنگ سفید قرار دارد و براساس سرشماری مرکز آمار ایران در سال ۱۳۹۵، جمعیت آن ۵۹۵'نفر ۱۴۸(خانوار) بوده‌است.